# 영월부 관아
영월부 관아(寧越府 官衙)는 대한민국 강원특별자치도 영월군 영월읍에 있는, 영월 객사와 관풍헌 및 자규루가 있던 터이다. 2015년 9월 25일 문화재 지정 예고를 거쳐, 2016년 3월 8일 대한민국의 사적 제534호로 지정되었다.

## 현지 안내문
- 영월 객사와 관풍헌 및 자규루는 조선 제6대 임금인 단종이 이곳에 유배되어 노산군으로 강봉된 채 17년간의 짧은 생을 마감한 곳으로 전해진다. 세조 3년(1457) 노산군으로 강봉된 단종이 영월 청령포에 유배되어 지내다가 홍수가 나게 되자 당시 영월부 객사의 동익헌이었던 관풍헌으로 처소를 옮겨 침전으로 사용하였고, 자규루(당시 매죽루)에 자주 올라 임금의 자리에서 쫓겨난 어린 임금의 비통함과 애처로움이 배어 있는 시를 지었던 곳으로 전해진다. 1457년 9월 경상도 순흥에 유배되었던 금성대군 등이 단종복위를 시도하다 발각되자 세조는 후환을 없애기 위해 사약을 내려 10월 24일 단종은 관풍헌에서 돌아가셨고 호장 엄흥도가 시신을 수습하여 동을지 기슭(현 장릉)에 장사를 지냈다고 전해지고 있다. 이후 숙종 24년(1698) 단종은 복위되어 군왕의 지위를 되찾게 되었고 국가적 차원에서 장릉을 조성하였으며, 정조 15년(1791)에는 단종에게 충절을 다한 사육신 등 여러 신하들의 사판을 배향한 배식단을 설치하였다.

- 영월부 관아의 객사는 태조 5년(1396년) 창건되었다고 전해지며, 정조 15년(1791년)에 중수되었다는 기록이 있다. 영월부 관아의 객사인 관풍헌(동익헌)은 정면 5칸이며, 객사의 서익헌은 정면 4칸, 중앙 정청은 정면 3칸, 자규루는 정면 3칸, 측면 2칸으로 구성된 누각 건물이다. 2013년·2015년 발굴조사를 시행하여 건물지, 박석시설, 내삼문지를 비롯하여 객사 건물로부터 내삼문지에 이르는 보도시설과 월중도(보물)에 표현된 관풍헌으로부터 자규루로 연결된 보도시설이 확인됨에 따라, 영월부 관아는 조선후기 중수된 이후 현재까지 그 터와 건축물을 유지하고 있으며 기록에 의해 단종의 역사를 품고 있는 사적(史的) 가치를 지니고 있다고 할 수 있다.

## 지정 사유
영월부 관아의 객사는 태조 4년(1396년) 창건되었다고 전해지며, 정조 15년(1791년)에 증수되었다는 기록이 있다. 영월부 관아의 객사인 관풍헌(동익헌)은 정면 5칸이며, 객사의 서익헌은 전면 4칸, 중앙 정청은 정면 3칸, 자규루는 정면 3칸, 측면 2칸으로 구성된 누각 건물이다.
2013년·2015년 발굴조사를 통해 건물지, 박석시설, 보도시설, 내삼문지와 객사의 내삼문으로 연결되는 중앙 보도시설 및 월중도(보물 1536호)에서 보이는 관풍헌과 자규루로 연결된 보도시설이 확인됨으로써, 영월부 관아는 조선후기 중수된 이후 현재까지 그 터와 건축물을 유지하고 있으며, 기록에 의해 단종의 역사를 품고 있는 사적(史的) 가치를 지니고 있다고 할 수 있다.

## 같이 보기
- 월중도 (보물 제1536호)
- 자규루 및 관풍헌 (강원도 유형문화재 제26호)

## 참고 자료
- 영월부 관아 - 국가유산청 국가유산포털